# Vedanta Resources
Vedanta Resources es una empresa minera británica con sede en Londres. Es la mayor compañía minera de metales no ferrosos que opera en la India. También realiza actividades en Australia y Zambia. Sus principales productos son el cobre, el cinc, el aluminio, el plomo y el hierro. Posee centrales eléctricas en Odisha y Punyab (India). Cotiza en la Bolsa de Londres y forma parte del FTSE 100.
La empresa fue fundada en Bombay en 1976.

## Daños ambientales
Vedanta ha recibido críticas de varias organizaciones de derechos humanos entre las que se encuentran Survival International, Amnistía Internacional y Niyamgiri Surakshya Samiti, por su actividad en la montaña de Niyamgiri en el estado de Odisha. En efecto, Vedanta planea construir una mina de bauxita sobre la montaña sagrada de los dongria kondhs, el pueblo indígena de la zona. Según miembros de la tribu, la mina destruiría el bosque del que dependen para sobrevivir. En enero de 2009, miles de habitantes de la región formaron una cadena humana alrededor de la colina como medida de protesta frente a los planes de iniciar las actividades de extracción de bauxita en la zona. 
La región ha sido declarada un importante hábitat para la vida silvestre dentro de los Ghats orientales, según el Wildlife Institute of India.
En octubre de 2009, tras un recurso presentado por Survival International frente a la OCDE, el gobierno británico criticó las operaciones de la compañía. “Vedanta no respetó los derechos de los dongria kondhs”, declaraba el gobierno, “no consideró el impacto de la construcción de la mina sobre los derechos [de los indígenas]”, y “no logró poner en marcha un mecanismo de consulta adecuado y a tiempo”. Es “esencial un cambio en el comportamiento de la empresa”.
Tras esto, muchos inversores, entre ellos la Iglesia de Inglaterra, el fondo de pensiones del Gobierno noruego y la sociedad de inversión Martin Curie decidieron retirar sus inversiones en Vedanta alegando motivos éticos.
En 2013, el Tribunal Supremo reconoció los derechos de los dongria kondhs sobre las colinas de Niyamgiri, y ordenó que los pueblos afectados por el proyecto fueron consultados. En agosto se llevaron a cabo las consultas en doce comunidades dongria, las cuales votaron unánimemente en contra de la mina. El Ministro de Medio Ambiente de la India deberá tomar la decisión final.

En mayo de 2018, la policía india mató a 12 manifestantes que exigían el cierre de una fábrica de Vedanta por razones medioambientales.